# Sechemchet-Pyramide
Die Sechemchet-Pyramide (auch Djoserteti-Pyramide) ist die unvollendete Stufenpyramide des altägyptischen Königs (Pharaos) Djoserteti, der unter seinem Horusnamen Sechemchet in der Dritten Dynastie um 2700 bis 2695 v. Chr. regierte. Das Bauwerk befindet sich einige hundert Meter südwestlich der Stufenpyramide des Djoser in der Nekropole von Sakkara.
Die heute nur noch acht Meter hohe Ruine wurde erst 1952 von dem ägyptischen Ägyptologen Zakaria Goneim entdeckt, der auch die offenbar noch unversehrte Grabkammer öffnete. Damit ist die Sechemchet-Pyramide die einzige bekannte Königspyramide, die nicht bereits im Altertum geplündert wurde.
Der oberirdische Teil der Pyramidenruine ist für Besucher zugänglich, nicht jedoch der Unterbau mit der Grabkammer.

## Erforschung
Der ägyptische Archäologe Zakaria Goneim begann 1951 mit der Untersuchung eines Komplexes, der sich südwestlich der Djoser-Pyramide als Rechteck im Wüstensand abzeichnete. Sein Mentor Jean-Philippe Lauer riet dazu, an den Ecken zu beginnen, um zunächst die Grundmaße zu bestimmen. Bei den Arbeiten wurde eine gewaltige Umfassungsmauer gefunden, die eine ähnliche Nischenarchitektur wie die der Djoser-Pyramide aufwies. Die Abmessungen betrugen 546 × 185 Meter. Im Zentrum des Komplexes fand Goneim schließlich 1952 die Überreste einer Stufenpyramide von 120 Metern Basislänge, die jedoch nicht über die erste Stufe, bestehend aus zwei Schichten, hinausgekommen war. Im Norden der Pyramide entdeckte Goneim dann den Zugang zum Unterbau. Im Zugangsbereich fanden sich zunächst Opfergaben und Papyri aus der 26. Dynastie, darunter aber eine Reihe von Objekten der Dritten Dynastie, wie etwa 700 Steingefäße und Schmuckgegenstände.

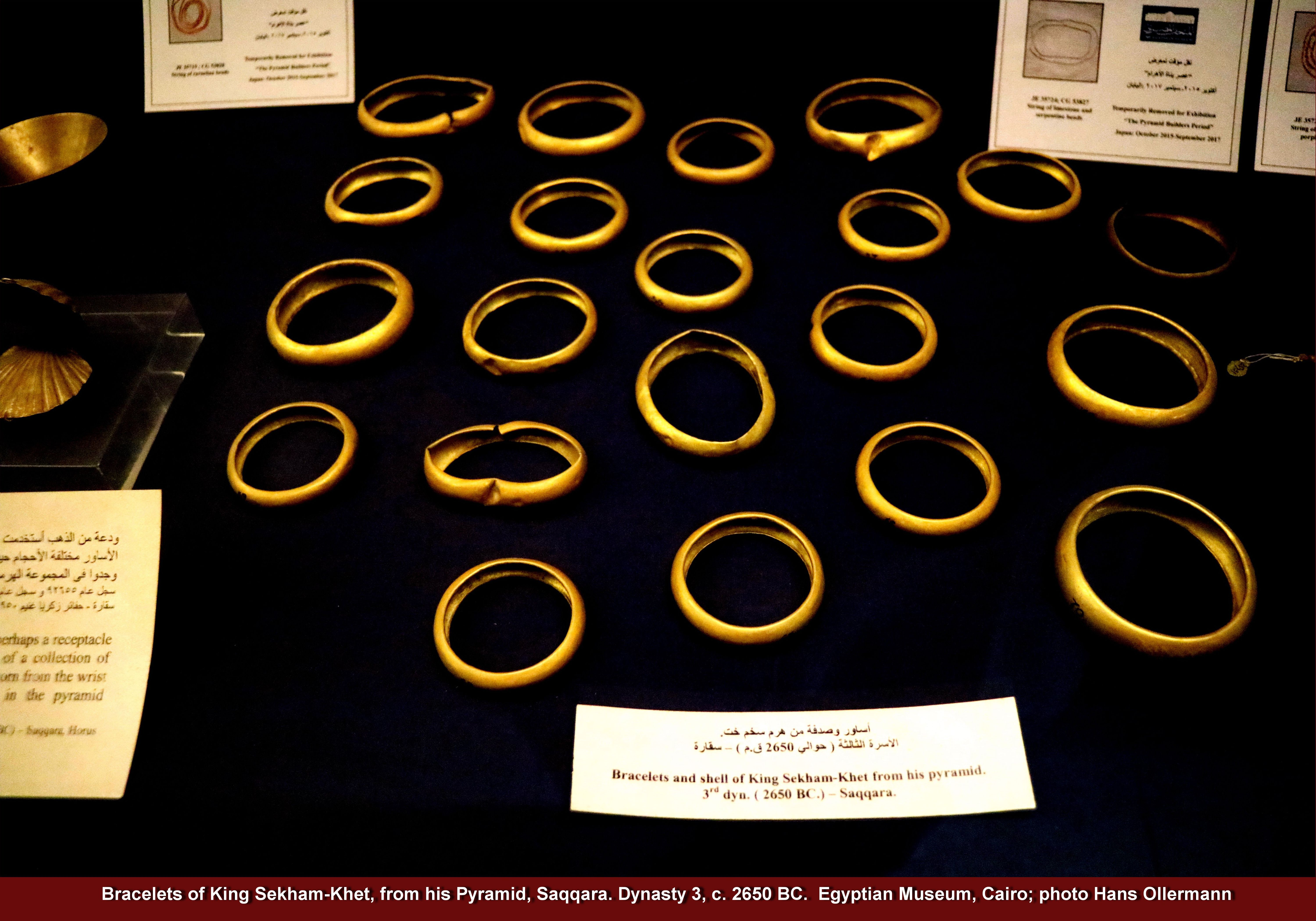
21 goldene Armreife und ein muschelförmiges Gefäß aus der Grabkammer

Am 31. Mai 1954 durchbrachen die Forscher eine etwa drei Meter dicke Verschlussmauer vor der Grabkammer. In der nur grob ausgearbeiteten Kammer fand sich ein offenbar noch versiegelter Sarkophag, den Goneim erst in Gegenwart von staatlichen Repräsentanten und Journalisten öffnete. Doch der Sarkophag war leer, was auf Grund der zuvor geschürten Erwartungshaltung eines möglicherweise sensationellen Fundes zu Enttäuschung und zu Kritik an Goneim führte. Zudem wurde Goneim kurz darauf des Denkmalraubes und -schmuggels verdächtigt, da ein von ihm im Djoser-Komplex gefundenes wertvolles Gefäß verschwunden war. Die Beschuldigungen, verbunden mit den zuvor erlittenen öffentlichen Demütigungen, trieben Goneim schließlich 1959 in den Suizid, tragischerweise am selben Tag, an dem Lauer das vermeintlich gestohlene Gefäß falsch kategorisiert im Ägyptischen Museum in Kairo fand. Mit Goneims Tod war die Erforschung des Sechemchet-Komplexes für mehrere Jahre unterbrochen.
Erst 1963, vier Jahre nach Goneims Tod, setzte Lauer die Ausgrabungen fort. 1967 entdeckte er das Südgrab mit dem darin bestatteten Leichnam eines zweijährigen Kindes. Mit Unterbrechungen grub Lauer bis 1973 am Sechemchet-Komplex, um die Pyramide und das Areal grundlegend zu erforschen. Eine vollständige Untersuchung des Areals steht bislang noch aus.

## Bauumstände

### Bau der Pyramide

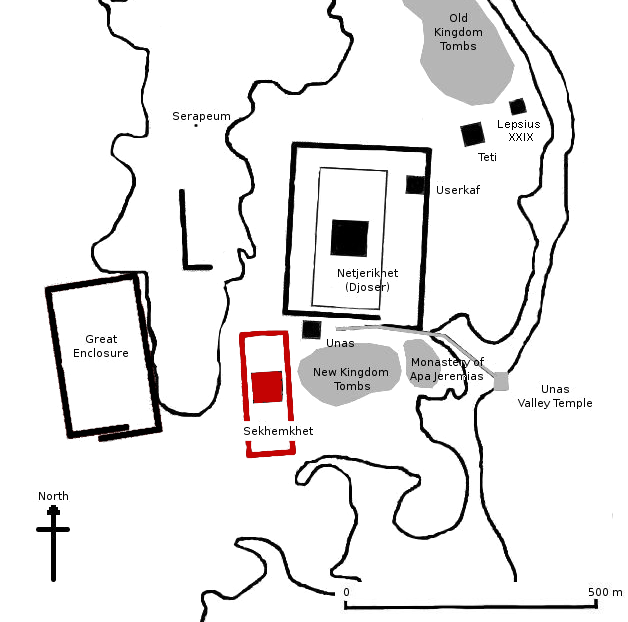
Lage der Sechemchet-Pyramide (rot) in Sakkara

Sechemchet hatte, ebenso wie sein Vorgänger, die Nekropole von Sakkara als Bauplatz für sein Grabmal gewählt. Diese Nekropole war bereits mit einem Mastabafriedhof aus der Ersten Dynastie, mehreren Königsgräbern der Zweiten Dynastie, der Djoser-Pyramide sowie mit der großen Einfriedung Gisr el-Mudir (evtl. auch durch mehrere weitere Einfriedungen) stark bebaut, sodass auf der noch freien Stelle südwestlich des Djoser-Komplexes bis zu zehn Meter hohe Terrassen zur Einebnung angelegt werden mussten, um das starke Gefälle auszugleichen.
In einer Baugraffiti-Inschrift auf der Umfassungsmauer ist der Name Imhoteps enthalten, der als Baumeister der Djoser-Pyramide gilt. Auch wenn seine Titel nicht lesbar sind und somit die Identifikation des Baumeisters Imhotep nicht eindeutig ist, wird im Allgemeinen angenommen, dass er auch die Verantwortung für den Bau der Sechemchet-Pyramide hatte. Somit kann sie in die unmittelbare zeitliche Nähe der Herrschaft des Djoser gesetzt werden.

### Abbruch der Bauarbeiten
Mit dem vorzeitigen Tod des Königs wurden die Bauarbeiten weitgehend eingestellt und nur solche Einrichtungen noch fertiggestellt, die kultischen Zwecken dienten. Die Pyramide bestand damals nur aus der ersten Stufe und ähnelte so eher einer großen Mastaba mit quadratischem Grundriss, ähnlich wie es später auch bei der Raneferef-Pyramide war. Vermutlich wurde sie in diesem Zustand als Grabmal hergerichtet, auch wenn möglicherweise der Leichnam des Königs gar nicht für die Bestattung zur Verfügung stand. Der leere, versiegelte Sarkophag deutet auf eine symbolische Bestattung hin.
Der Archäologe Hanns Stock geht davon aus, dass der nach dem Prinzip des Djoser-Komplexes gebaute Bereich nach dem Abbruch der Baumaßnahmen innerhalb der Umfassungsmauer komplett aufgefüllt und in eine gewaltige Mastaba umgewandelt wurde. Eine wenig anerkannte Theorie vertreten Vito Maragioglio und Celeste Rinaldi: Das Bauwerk sei niemals als Pyramide, sondern von Beginn an als quadratische Mastaba, ähnlich den frühen Bauphasen der Djoser-Pyramide, geplant gewesen. Lauer nimmt an, dass in der Ersten Zwischenzeit im Zuge der Plünderung vieler Pyramiden sowohl die sterblichen Überreste des Königs als auch die Grabausstattung entfernt wurden. Aber auch eine Plünderung kurz nach der Bestattung hielt I. E. S. Edwards für möglich.

## Die Pyramide

### Der Aufbau

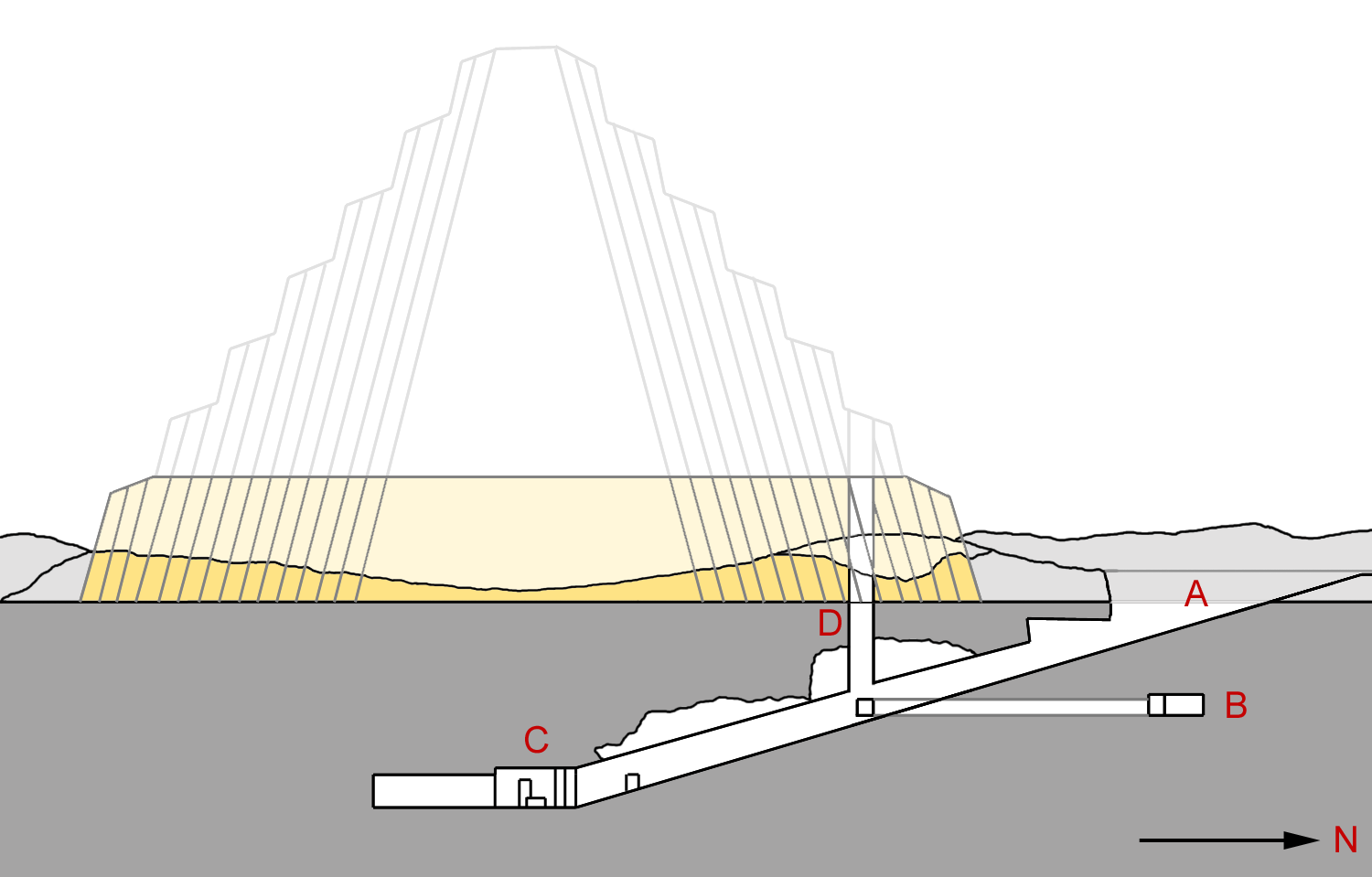
Aufbau der Sechemchet-Pyramide
Ocker: erhaltenes Mauerwerk
Hellocker: ursprünglich fertiggestelltes Mauerwerk
A: Eingang
B: Magazingalerien
C: Grabkammer
D: Schacht

Die Pyramide des Sechemchet war von Beginn an mit einem quadratischen Grundriss als Stufenpyramide geplant. Bei Basismaßen von 120 × 120 Metern (230 Königsellen) hätte sie fertiggestellt sechs oder sieben Stufen, bestehend aus je zwei Steinschichten von 5 Ellen Dicke erhalten, was nach der Rekonstruktionen von Goneim und Lauer auf eine Endhöhe von etwa 70 Metern hindeutet.
Das Mauerwerk – direkt auf den Felsgrund aufgesetzt – bestand wie bei der Djoser-Pyramide aus Kalksteinen kleineren Formats und war in Schichten aufgebaut. 14 dieser um 10 bis 15 Grad nach innen geneigten Schichten bildeten den Kern der ersten Stufe. Das Kernmauerwerk aus lokalem Kalkstein sollte eine Verkleidung aus feinem Kalkstein erhalten, jedoch scheint diese nicht angebracht worden zu sein, da keine Überreste gefunden wurden.
Das Bauwerk hatte beim Tode des Herrschers erst eine Höhe von etwa acht Metern erreicht, da nur die erste Stufe des Aufbaus, bestehend aus zwei Schichten, fertiggestellt wurde. Somit hatte die Pyramide den Charakter einer riesigen, quadratischen Mastaba.

### Der Unterbau

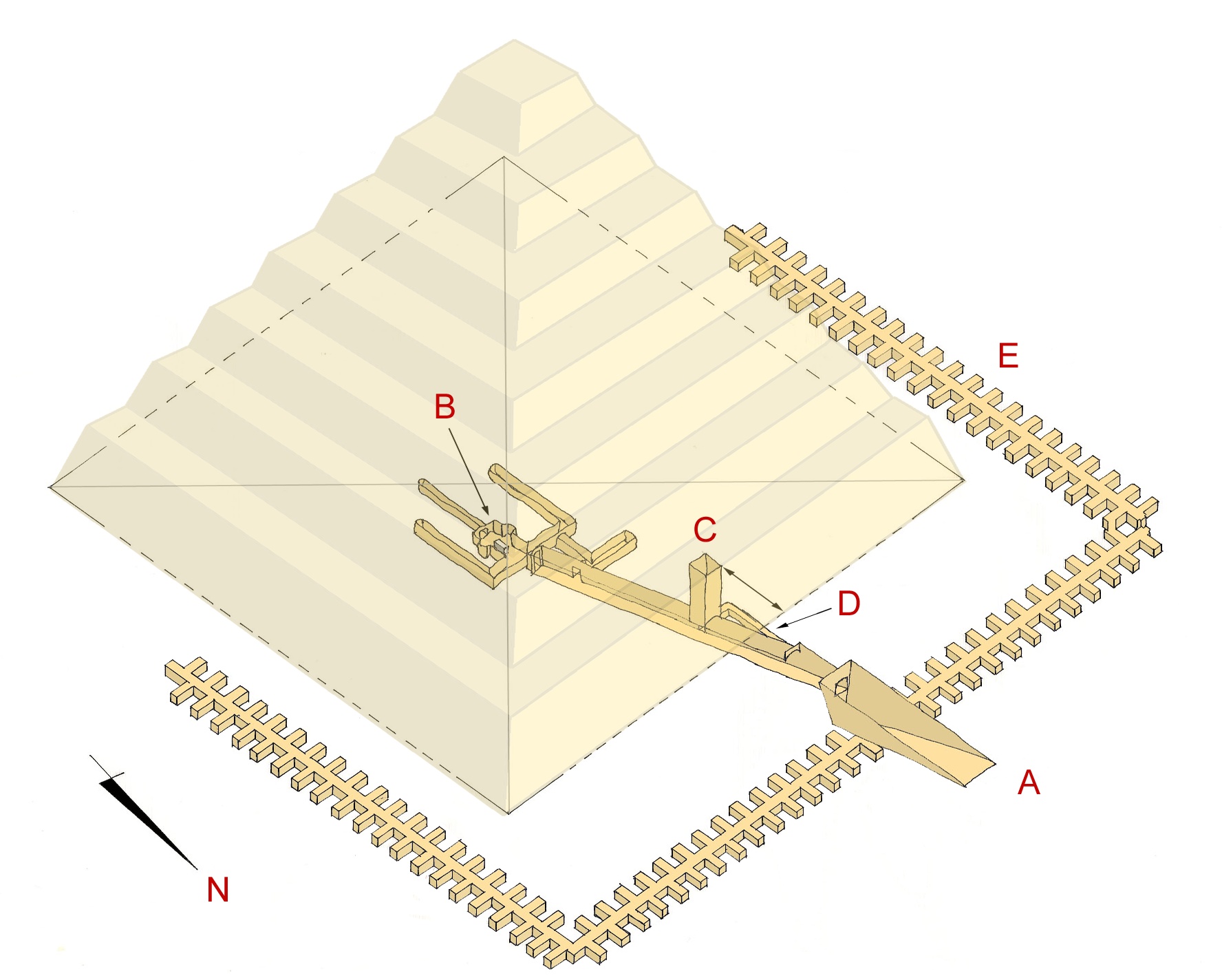
Ansicht des Kammersystems
A: Eingang
B: Grabkammer
C: Schacht
D: Passage zu den Magazingalerien
E: Magazingalerien

Die gesamte Substruktur ist unterirdisch aus dem Fels gehauen. Ein großer offener Schacht für die Grabkammer, wie bei der Djoser-Pyramide, wurde dort nicht angelegt.
Der Eingang zum Unterbau befindet sich im Norden der Pyramide und wird durch eine zunächst offene, abfallende Passage gebildet, die komplett in den Felsuntergrund eingehauen ist. Nach etwa 31 Metern mündet ein senkrechter Schacht in die Passage. Dieser Schacht führt durch den Felsenuntergrund und das Mauerwerk der Pyramide und hätte bei Vollendung der Pyramide seine Öffnung in der zweiten Stufe. Er diente vermutlich der besseren Belüftung während der Bauarbeiten und könnte später mit einem Verschlussstein versehen worden sein. Ähnliche Schächte mit Verschlusssteinen befinden sich auch im Zugang der zeitgenössischen großen Mastaba K1 in Bait Challaf.
An der Mündungsstelle des Schachts ist in etwa einem Meter Höhe an der Westwand eine kleine, 1,42 Meter breite Tür eingelassen. Sie führt zu einem 5,30 Meter langen, niedrigen Seitengang, der dann nach Norden abknickt und in einer gewaltigen Magazingalerie mündet, welche die Pyramide U-förmig umgibt. Goneim grub in dieser Galerie 120 kammförmig, abwechselnd nach links und rechts abzweigende Magazinkammern aus; Lauer fand bei Wiederaufnahme der Grabungen weitere 16, sodass heute 136 Kammern bekannt sind.
Rechts und links vor dem Eingang zur Grabkammer zweigen Seitengalerien ab, welche die Kammer U-förmig umgeben. Die Anzahl der Kammern der Seitengalerien ist deutlich geringer als die der Djoser-Pyramide, was aber möglicherweise durch den frühen Bauabbruch bedingt war. Dekorationen waren in diesen Gängen nicht vorhanden.
Die in 32 Metern Tiefe gelegene Grabkammer selbst, mit den Ausmaßen von 8,9 × 5,2 und einer Höhe von 4,5 Metern blieb unvollendet und ist nur roh behauen, ohne Innenverkleidung. Sie unterschied sich in der Ausführung deutlich von der Grabkammer der Djoser-Pyramide, die in einem senkrechten Schacht aus Rosengranitblöcken gemauert war. Von der südlichen Wand geht ein weiterer Gang aus, der blind endet. In der Mitte der Grabkammer befindet sich ein ungewöhnlicher Sarkophag aus einem einzelnen Block von fein bearbeitetem Alabaster. Alabaster war für diesen Zweck ein nur sehr selten verwendetes Material, das nur in zwei weiteren bekannten Fällen zur Fertigung eines Sarkophags verwendet wurde. Ungewöhnlich ist auch, dass er einen Schiebeverschluss auf der schmalen Seite besaß, der beim Fund noch mit Mörtel versiegelt war. Auf dem Sarkophag befanden sich Reste organischen Materials, die zunächst für die Überreste eines Blumengebindes gehalten wurden, sich aber später als zersetztes Holz und Rinde herausstellten, welche vermutlich Reste einer hölzernen Brechstange waren. Der Sarkophag war völlig leer, auch wurden in der Grabkammer keine Grabbeigaben gefunden.

## Der Pyramidenkomplex

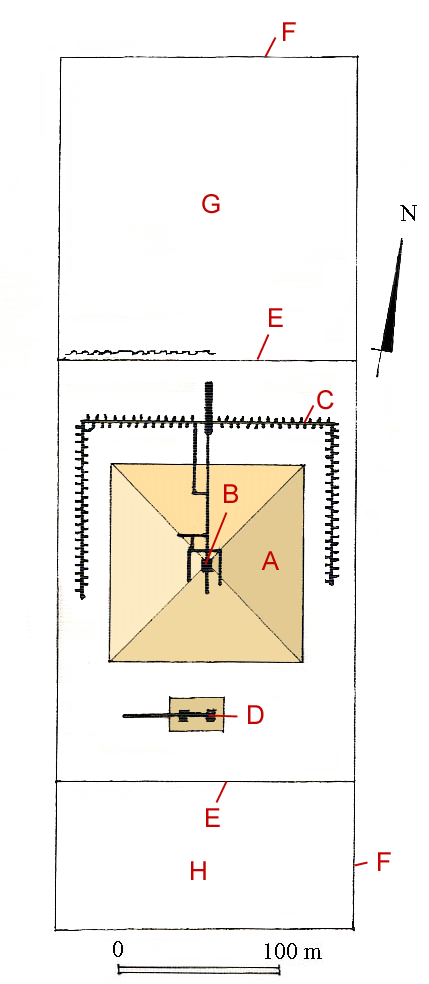
Grundriss des Pyramidenkomplexes
A: Pyramide
B: Grabkammer
C: Magazingalerie
D: Südgrab
E: Mauer (1. Phase)
F: Mauer (2. Phase)
G: Norderweiterung
H: Süderweiterung

Der Pyramidenkomplex hatte, ebenso wie der Djoser-Komplex, eine nordsüdliche Ausrichtung, war aber mit elf Grad Abweichung nach Westen weniger genau orientiert. Der Komplex wurde offenbar in zwei Phasen gebaut. Zunächst waren Abmessungen von 262 × 185 Metern (500 × 348 Königsellen) geplant und die Umfassungsmauern weitgehend fertiggestellt. In einer zweiten Phase wurde dieser Komplex mit einer größeren Erweiterung im Norden und einer kleineren im Süden ergänzt, sodass die endgültige, nordsüdliche Länge 546 Meter (1040 Königsellen) betrug. Bei der Erweiterung wurde die ältere, nördliche Mauer verschüttet. Rainer Stadelmann vermutet, dass ursprünglich möglicherweise die großen Abmessungen geplant waren, aber in einer zweiten Phase verkleinert wurden.

### Die Einfassungsmauer
Die Ausgrabungen der Nordmauer der ersten Phase zeigen deutliche Vereinfachungen der Mauertechnik im Vergleich zum Vorgängerbau des Djoser. Es wurden größere Kalksteinquader verwendet und der Zwischenraum wurde mit einfacherem Füllmauerwerk ausgemauert. Die Mauer wies eine Nischenstruktur, ähnlich der Mauer der Djoser-Pyramide, auf und war mit Turakalkstein verkleidet, der bei der ersten Nordmauer erhalten blieb, da diese bei der Erweiterung zugeschüttet worden war. Die Mauern waren etwa zehn Meter hoch. Die Erweiterungsmauern sind entweder nicht über die ersten Bauphasen hinausgekommen, oder aber die Turakalksteinverkleidung wurde vollständig geraubt. Wie beim Djoser-Komplex befinden sich mehrere Scheintore in der Mauer. Der tatsächliche Eingang zum Pyramidenkomplex wurde bisher noch nicht gefunden.

### Das Südgrab
Auf der Südseite der Pyramide befinden sich, von der Mitte leicht nach Westen versetzt, die Überreste des Südgrabes, die Lauer 1963 entdeckte. Bemerkenswert ist, dass das Südgrab nicht mehr, wie bei Djoser, am südlichen Ende des Pyramidenbezirks lag, sondern näher an die Pyramide gerückt war. Dieser Bau blieb, wie die Hauptpyramide, ebenfalls unvollendet. Es sind lediglich das Fundament, der Unterbau und Teile eines mastabaartigen Aufbaus erhalten. Diese Mastaba war ostwestlich ausgerichtet und hatte Basismaße von 32 × 16 Metern (60 × 30 Königsellen). Reste einer Verkleidung konnten nicht gefunden werden.
Am Ende des im Westen beginnenden und nur von einem senkrechten Schacht unterbrochenen Zugangskorridors des Unterbaus befindet sich eine Verbreiterung. Dort fanden die Ausgräber einen Holzsarkophag mit den sterblichen Überresten eines zweijährigen Kindes, das bislang nicht identifiziert werden konnte. Sicher ist, dass es sich dabei nicht um Sechemchet handelte, der sechs Jahre regiert hatte und auf Darstellungen als Jugendlicher abgebildet war. Weiterhin fanden sich dort Tierknochen, Steingefäße und Goldschmuck aus der Dritten Dynastie sowie Spuren einer Beraubung des Grabes.

### Kultbauten
Wegen des unfertigen Zustands des Komplexes ist es schwierig, Aussagen darüber zu treffen, welche Kultbauten vorgesehen waren. Als gesichert kann gelten, dass im Pyramidenkomplex ein Totentempel geplant war. Dieser wäre vermutlich, wie bei der Djoser-Pyramide, im Norden des Baus errichtet worden, jedoch sind bislang keine Belege für einen Baubeginn dieses Tempels gefunden worden.
Es ist naheliegend, dass auf dem großen Areal innerhalb der Einfassungsmauern, analog zur Situation im Djoser-Pyramidenkomplex, eine größere Anzahl von symbolischen Kultbauten, wie die Sed-Fest-Kapellen, oder die Nord- und Südhäuser vorgesehen waren, jedoch konnten bislang keinerlei Überreste von ihnen gefunden werden. Entweder waren diese Bauten zum Zeitpunkt der Aufgabe des Sechemchet-Komplexes noch nicht begonnen worden, oder sie waren damals schon überholt und wurden für den Kult nicht mehr benötigt.

## Offene Fragen
Verschiedene Fragen bleiben bislang ungelöst. So ist beispielsweise keine Ursache für die Existenz des leeren und versiegelten Sarkophags bekannt. Auch wenn Spekulationen über den Verlust der Leiche des Königs durch einen Unfall oder einen Anschlag und eine Scheinbestattung zur Erklärung herangezogen werden, so gibt es dafür weder archäologische noch überlieferte Belege. Ebenso ist nicht sicher geklärt, ob die Pyramide tatsächlich unberaubt war.